# Bitwa nad Wiedroszą
Bitwa nad Wiedroszą – starcie zbrojne, które miało miejsce w trakcie wojny litewsko-moskiewskiej, stoczone 14 lipca 1500 przez wojska litewskie pod wodzą hetmana wielkiego litewskiego Konstantego Iwanowicza Ostrogskiego przeciwko wojskom moskiewskim pod dowództwem kniazia Daniela Szczeni, nad rzeką Wiedroszą, nieopodal zdobytego wcześniej Dorohobuża, w drodze na Smoleńsk. Do bitwy doszło wskutek nieostrożności hetmana, który nie czekając na koncentrację całości armii, uderzył na 2-krotnie liczniejszego przeciwnika. Bitwa zakończyła się porażką wojska litewskiego które utraciło połowę wystawionych w polu sił.

## Geneza
Iwan III Srogi po wyzwoleniu się spod podległości Tatarów (1480) i po zjednoczeniu księstw wielkoruskich (1478-1485) zdecydował się na realizację idei zjednoczenia całej Rusi. Pod koniec panowania Kazimierza Jagiellończyka, mimo pokoju zawartego w 1449 roku, rozpoczęły się starcia moskiewsko-litewskie. W 1492 roku po śmierci króla Kazimierza wojska moskiewskie rozpoczęły kolejną wojnę, która zakończyła się pokojem zawartym w lutym 1492 roku. Państwo moskiewskie zajęło znaczną część terenów litewskich, wypychając Litwinów za linię rzeki Ugry.
Wielki książę moskiewski Iwan III zapewnił sobie współdziałanie Tatarów. W styczniu 1498 roku ziemie siewierskie zostały najechane przez Ordę Perekopską. Działania tatarskie uniemożliwiły skuteczne skupienie wysiłków litewskich na jednym kierunku, co miało wpływ na bitwę nad Wiedroszą. Zimą 1498 armia moskiewska wkroczyła i zajęła Rohaczew, Mceńsk i Łuczywo. W 1499 roku Tatarzy splądrowali Podole, Ruś Czerwoną i Wołyń. Nieudane rozmowy litewskie z chanem Mengli-Girejem odbyły się zimą 1499 roku. Aleksandrowi Jagiellończykowi udało się z kolei zawrzeć w 1499 roku traktat z hospodarem Stefanem z Mołdawii, który gwarantował jego neutralność w przypadku ataku wojsk moskiewskich.
Bezpośrednią przyczyną wojny było przejście na służbę moskiewską w 1499 roku kniazia Semena Iwanowicza Bielskiego. 3 maja 1500 roku Iwan II rozpoczął działania przeciwko Litwie.

## Działania przed bitwą - kampania roku 1500

### Działania moskiewskie
Iwan III do uderzenia przygotował 4 armie liczące łącznie ok. 30-35 tysięcy żołnierzy. Trzy uderzyły na  kierunkach - Toropiec, Smoleńsk i Briańsk(ziemie siewiersko-czernichowskie) zaś czwarta armia odwodowa (około 7-8 tysiecy wojowników, maksymalnie 10 tys.) kniazia Daniła Szczeni stacjonowała w Twerze.
3 maja 1500 roku rozpoczęło się uderzenie na kierunku briańskim. Wojskom moskiewskim przewodził Jakow Zacharyn wspierany posiłkami z Chanatu Kazańskiego dowodzonymi przez carewicza Mahometa Amina. W wyniku ich działań udało się pojmać wojewodę briańskiego Stanisława Bartoszewicza w trakcie jego objazdu dóbr. Zdobyty został Briańsk (gród zdobyto "zdradą" a następnie go spalono), Mceńsk oraz Sierpiejsk (oba miały się poddać dobrowolnie), Starodub, Czernichów, Putywl, Rylsk, Homel, Lubecz, Trubczewsk i Nowogród Siewierski.
Czambuły tatarów krymskich Mengli I Gireja uderzyły na ziemie polskie i litewskie grabiąc ziemie w okolicach Kijowa i Lwowa.
Zgrupowanie Andrieja Czeladnina uderzyło z Wielkich Łuków i zdobyło Toropiec (z którego wycofało się 14 września gdy do Połocka przybyły posiłki pod wodzą wielkiego księcia litewskiego Aleksandra).
Armią centralną na kierunku smoleńskim liczącą około 7-8 tysięcy wojowników dowodził kniaź Jurij Zacharjicz Koszkin, swoją bazę operacyjną miała prawdopodobnie w Wiaźmie (ewentualnie w Możajsku). Armia ta wyruszyła prawdopodobnie na początku czerwcu na Dorohobuż doi którego dotarła około 22-24 czerwca, który zdobyła po krótkotrwałym oporze. Na wieść o odsieczy litewskiej (uzyskanych około 25 czerwca) i w wyniku prawdopodobnych strat w trakcie zdobywania Dorohobuża, Koszkin poprosił Iwana III o posiłki z armii Szczeni który dotarł z armią odwodową do Dorohobuża 9-10 lipca. Na zasadach miesniczestwa Danił Szzenia objął dowództwo nad liczącymi 17-18 tysięcy wojowników połączonymi armiami.

### Działania litewskie
Kniaź Konstanty Ostrogoski na czele armii dotarł do Smoleńska na przełomie czerwca i lipca. Wzmocniony smoleńską służbą ziemska, dowodząc siłami 8-9 tys. ludzi wyruszył w kireunku rzeki Wiedroszy traktem idącym lewym brzegiem Dniepru, w celu uniemożliwienia połączenia zgrupowań Koszkina i Zacharyna. Mimo otrzymania w trakcie marszu informacji o połączeniu oddziałów Koszkina i Szczeni, nie zmienił swojego planu którym zapewne było rozbicie najpierw armii centralnej aby zabezpieczyć Smoleńsk a następnie zmierzyć się z pozostałymi armiami. Wymarsz z Smoleńska odbył się 8-9 lipca zaś postój w Jelni odbył się prawdopodobnie w nocy z 11 na 12 lipca. W Jelni zdobyto od jeńca informacje o posiłkach Szczeni. Następnie armia wyruszyła w kierunku Łopatyna gdzie nocowali prawdopodobnie w nocy z 12 na 13 lipca. Marsz aż do Łopatyna odbywał się traktem południowym (Smoleńsk -> Dorohobuż) który mimo że dłuższy niż północny zapewniał ochronę w postaci lasów oraz brak przepraw dnieprzańskich .
Z Jelni bezdrożami pokonali 20 km by wejść prawdopodobnie nocą z 13 na 14 lipca na trakt północny (Smoleńsk -> Dorohobuż) prawdopodobnie w rejonie przeprawy przez rzekę Uże. Siły kniazia zajęły pozycję o 3 kilometry na zachód od sił moskiewskich nie doszedłszy do rzeczki Wiedroszy (dzisiejsza Selnia) i miejscowości o tej samej nazwie (dzisiejsze Aleksino).

## Ustawienie moskiewskie
Siły moskiewskie ustawione były w 3 rzutach. Pierwszy rzut stanowił pułk straży przedniej (dowodzony przez kniazia Michał Fiedorowicz Teljatevskij) na lewym brzegu Wiedroszy, uszykował się znacznie wysunięty względem głównych sił. Drugi rzut stanowiły pułk wielki i pułki prawej i lewej ręki. Pułk wielki (Szczenia), znajdował się prawym brzegu rzeki (na wschód). Na jego prawym skrzydle stanął pułk prawej ręki (kniaź Fiodor Wasilij Obolenski, pułk mieszany moskiewsko-tatarski) zaś na lewym skrzydle pułk lewej ręki (kniaź Włodzimierz Andrzejewicz Mikuliński). Trzeci rzut stanowił pułk straży tylnej (dowodzony przez Koszkina i według części źródeł Mehmeda Edina), przygotował uderzenie z zasadzki na prawym brzegu Wiedroszy.
Siły moskiewskie szacowane są na 17-18 tysięcy wojowników. Szerokość ich linii mogła mieć 3 km w tym 2 km na terenie niezalesionym.

## Bitwa
Wczesnym przedpołudniem 14 lipca siły litewskie znalazły się kilometr od pułku straży przedniej i rozpoczęły natarcie na pułk straży przedniej. Prawdopodobnie nie uzyskano zaskoczenia i możliwe natarcie prowadzone było na umocnienia które przez mogły być przygotowywane przez czekające od tygodnia siły moskiewskie. Natarcia kolejnych chorągwi litewskich doprowadziły do cofania się sił moskiewskich. Wstępnie zorganizowany odwrót po przekroczeniu rzeki zamienił się w niezorganizowaną ucieczkę. Pułk przedni został rozbity a obie strony poniosły w tej fazie znaczne straty.
Rozbite siły pierwszego rzutu dobiegły do sił drugiego rzutu negatywnie wpływając na morale uszykowanych oddziałów doprowadzając do nieładu. Siły litewskie próbując wykorzystać powodzenie w walkach z pierwszym rzutem rzuciły na siły drugiego rzutu hufiec walny i dworzan z jazdą zaciężną. Siły moskiewskie utrzymały swoje pozycje tym bardziej że na horyzoncie nie było oznak nadchodzących kolejnych sił litewskich. Wobec braku kolejnych sił litewskich do ataku frontalnego czy osłony swoich tyłów Daniło Szczenia wydał rozkaz ataku oskrzydlającego z lewej flanki.
Oddalony o około 1,5-2 km pułk Koszkina wyprowadził uderzenie na prawe skrzydło wojsk litewskich przekroczywszy trudny leśny teren. Prawe skrzydło litewskie zostało zaskoczone, uderzenie pułku twerskiego (najlepiej uzbrojonego z sił moskiewskich) nie zostało odparte. Aby odeprzeć siły atak litwini rzucili piechotę zaciężną. Walczące w okrążeniu, będące spychanym w kierunku rzeki siły litewskie miały stawić opór na tyle długo aby aby Moskwicini byli zadziwieni. Siły moskiewskie zniszczyły most na Wiedroszy. Liczni litwini próbując uniknąć niewoli potopili się w rzece. Część wojsk litewskich zdołała się przedrzeć, chronieni przez lasy zdołali udać się na zachód. Następnie wojska moskiewskie zdobyły obóz litewski na prawym brzegu Uży.

## Straty
Straty armii litewskiej osiągnęły około 4-5 tysięcy żołnierzy a więc co najmniej połowa armii litewskiej zginęła lub dostała się do niewoli. Śmierć poniósł Włodzimierzowic Masalki (brat Olechny Timofieja).
Hetman Ostrogski wzięty do moskiewskiej niewoli został zesłany do Wołogdy. Do niewoli dostała sie większość starszyzny litewskiej w tym Hryhory Ostik, Litowar Chreptowicz, Mikołaj Juriewicz Hlebowicz, Olechno Włodzimierzowic Masalki, Fedor Michałowicz Masalski. Z placu boju wolni uszli Stanisław Piotrowicz Kiszka, Mikołaj Radziwiłł oraz Jerzy Pac.
Straty armii moskiewska były znaczne lecz były co najmniej dwukrotnie mniejsze niż litewskie (czyli mniej niż 2000-2500 żołnierzy). Straty te jednak na tyle osłabiły możliwości działania wojsk moskiewskich że Szczenia poprosił Iwana III o posiłki.

## Następstwa
Posiłki moskiewskie dotarły do Dorohobuża dopiero po około miesiącu (10-15 sierpnia). Stanisław Kiszka wykorzystał ten czas na zebranie rozbitej armii w Smoleńsku i przygotowanie się do oblężenia. Na kierunku smoleńskim, działania moskiewskie bez powodzenia prowadzone były prawdopodobnie od wczesnej jesieni do września. Odwrót nastąpił prawdopodobnie w październiku wraz z nadejściem mrozów. Działania z roku 1500 zakończyły się korzystnie dla państwa moskiewskiego, które zajęło 200 tys. km² wschodnich i południowo-wschodnich ziem Wielkiego Księstwa Litewskiego (1/3 ogółu ziem księstwa). Osłabienie Księstwa skłoniło Litwinów do zgody na unię piotrkowsko-mielnicką w 1501 roku.
Kolejne kampanie sił moskiewskich w latach 1501-1502 nie odniosły sukcesu. 28 marca 1503 roku podpisano rozejm na okres 6 lat. Chęć Litwy do odbicia utraconych ziem oraz dążenia moskiewskie do dalszych podbojów nie sprzyjały utrwaleniu pokoju. Wczesnym latem 1507 wojska moskiewskie ponownie uderzyły na Księstwo Litewskie.